# Alfred d’Avignon

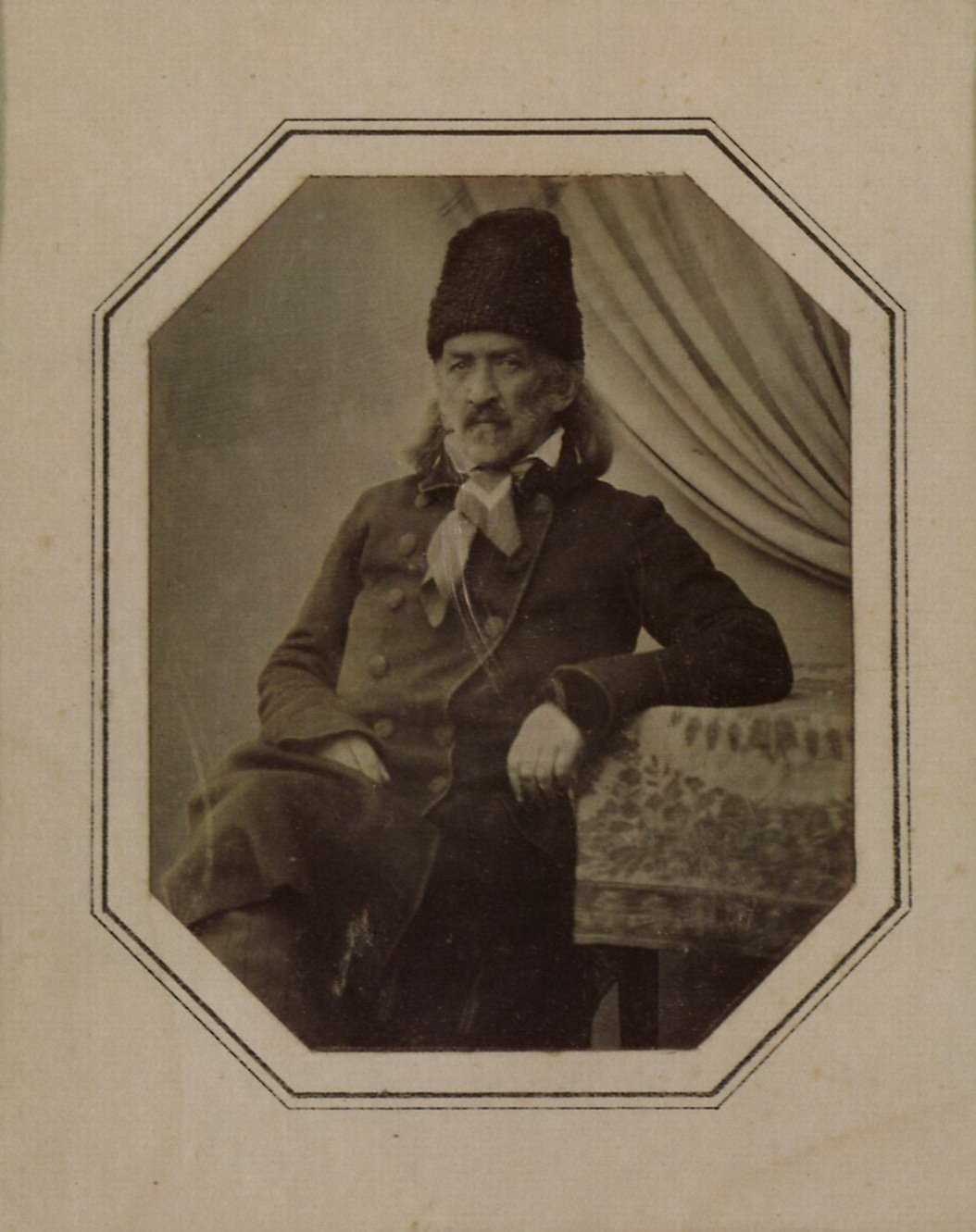
Sergej Grigorjevič Volkonskij, který byl deportován do Irkutska na Sibiři jako decembrista. Irkutsk, asi 1845

Alfred Jakovlevič d’Avignon (někdy Adolf Davignon, rusky Альфред (Адольф) Яковлевич Давиньон) byl francouzský fotograf a litograf působící v Rusku. V letech 1843–1845 absolvoval dlouhou cestu po ruském impériu, která ve své době neměla obdoby. Do historie se jeho výprava zapsala portréty děkabristů, které d'Avignon pořídil v Irkutsku. Jeho dílo se vyznačuje také kvalitními snímky ruské krajiny.

## Životopis
V roce 1841 otevřel v Petrohradě daguerrotypický ateliér. Již z let 1843–1845, asi 6 let od vynálezu fotografie, pochází jeho ambiciózní topografický projekt. Jeho cílem bylo fotograficky zdokumentovat celé území Ruské říše. Rozsahem ho lze připodobnit k podniku jeho krajana Noëla Paymala Lerebourse, který cestoval po evropských, blízkovýchodních i několika ruských destinacích. Podmínky pro cestování nebyly v prvních desetiletích po vzniku fotografie příznivé. Nejenom kvůli náročné manipulaci s fotografickým materiálem, ale také v důsledku špatné infrastruktury, která byla zvláště v odlehlých částech Ruska nedostatečná, a nutnosti opatřit si zvláštní povolení, která fotografovi dovolila snímání v určitých lokacích. Tento projekt je výjimečný svou velkolepostí vzhledem k období, ve kterém se uskutečnil.
Deník Severnaja pčela informoval to tom, že d’Avignonovým záměrem bylo snímat scenérie měst, zajímavých budov, monumentů a rozvalin. Svou cestu započal v Novgorodské, Moskevské, Tverské a Jaroslavské gubernii, čili v centrálních oblastech země. Také se věnoval snímání etnografických typů. Vrcholem jeho cest byla výprava na Sibiř započatá v roce 1844. Pro rané daguerrotypie je typické, že se jich dochovalo pouze malé množství. I to je důvod, proč se d’Avignonově místopisnému dílu nedostalo dostatečného ocenění, přestože se muselo jednat o výjimečný záznam venkovského života z poloviny 19. století.
V Moskvě v červnu 1843 otevřel na krátkou dobu ateliér na Petrovke v domě Olivie a v novinách Moskovskije vědomosti oslovil moskevskou veřejnost:
„Během svého krátkého pobytu v hlavním městě, na žádost mnoha lidí, bude pořizovat daguerrotypie, během několika vteřin, také v oblačném počasí, které dodá náležitý kolorit. Dámy žádá, aby se vyvarovaly šatům bílým, růžovým a modrým, pro muže je lepší oděv otevřený. Doufá, že místní obyvatelé budou k němu stejně přízniví jako v Petrohradu, kde se nachází jeho slavný podnik.“

Při této návštěvě pracoval d’Avignon v Moskvě od 10. do 17. července. Při své druhé návštěvě Moskvy 1. června 1844 pozval ty, kteří chtěli pořídit „světlopisné (fotografické) portréty“ do domu Olivie na Petrovce, a informoval moskevskou veřejnost: „... na žádost mnoha, kteří chtějí mít jeho daguerrotypické portréty, zůstane v Moskvě až do 20. dne tohoto měsíce.“ Zákazníků bylo tolik, že 1. července oznámil: „... pokračující nepříznivé počasí neumožnilo panu d’Avignonovi splnit mnoho požadavků na jeho daguerrotypické portréty... a současně by v této době prakticky naučil zájemce o umění používat daguerrotypickou techniku.“

## Portréty děkabristů
V létě roku 1845 podnikl d’Avignon výlet na Sibiř, kde vytvořil portréty obyvatel a vyhnanců děkabristů, za což byl později vyšetřován. Jeho unikátní série fotografií ve své době vyvolala značný rozruch a zanechala velkou stopu v ruské kultuře. Při své sibiřské výpravě d’Avignon navštívil a vyfotografoval děkabristy, revolucionáře roku 1825, kteří zde žili ve vyhnanství. Před jeho aparátem stanuli Alexandr Viktorovič Poggio, Sergej Grigorjevič Volkonskij s ženou Marijou Nikolajevnou a dětmi, Nikolaj Alexejevič Panov, Sergej Petrovič Trubeckoj s rodinou a pár dalších.
Tyto fotografie mají neocenitelnou hodnotu. Jsou to vůbec první fotografie děkabristů a jejich rodin a zároveň, kromě dopisů, které byly soukromého rázu, první ohlas o jejich životě po dvaceti letech exilu. Děkabristé byli již ve své době symboly patriotismu a boje za liberalismus, s jejichž odkazem se musel vypořádat každý ze soudobých i budoucích politicky angažovaných osob. D’Avignon do jisté míry chápal jejich mimořádný význam v ruské společnosti. Slova historičky Jeleny Barchatové vystihují dojem, který je z fotografií patrný:
„D’Avignonovy portréty pořízené na Sibiři jsou zajímavé ani ne tak estetickou dokonalostí, ale jako u daguerrotypií zřídka viděnou psychologickou silou, ostrostí obrazů, sejmutou jakoby k odlesku jejich velkolepého a tragického života.“

Děkabristé a jejich rodiny na fotografiích zaujímají konvenční pózy, často sedí a opírají se o stůl. Z jejich držení těla je patrná jistá dávka sebevědomí a ležérnosti aristokracii vlastní, na tváři postrádají náznak úsměvu, namísto kterého je zarputilý a přezíravý výraz.
Ve svém svědectví napsal: „Mezi portréty, které jsem pořídil na Sibiři... jak si vzpomínám, následující: v Irkutsku - Panov, Lisnevič, Volkonskij se svou ženou a dětmi, Sabinskij, Poggio a Trubetskij se svou ženou a dětmi; V Tomsku - Kazakevič a Bulgakov s manželkami." Po svém propuštění 31. prosince 1845 d’Avignon uvedl: „Já, níže podepsaný, prohlašuji, že nemám na Sibiři jediný portrét, který jsem pořídil pomocí daguerrotypie... a pokud cestuji, zavazuji se, za přísných zákonů odpovědnost, nebudu pořizovat portréty těchto zločinců.“
Důsledky d’Avignonova činu na sebe nenechaly dlouho čekat. Snímání vězňů bylo zakázané, a protože na zadní straně fotografií uvedl své jméno, což bylo ve fotografické praxi běžné, nedělalo žádný problém určit jejich autorství. D’Avignon následně ztratil úřad, byl dočasně uvězněn a složil přísahu, že už nikdy nevyfotografuje žádného kriminálníka. V důsledku této nepovedené epizody d’Avignon z Ruska odešel.
V květnu 1847 d’Avignon se svou manželkou Jekatěrinou a dvěma dcerami, Klarissou a Marií, opět nějakou dobu žili v Moskvě na adrese Bolšaja Dmitrovka s Madame Delavos. Dvacátého května odešla rodina do Francie.

## Galerie

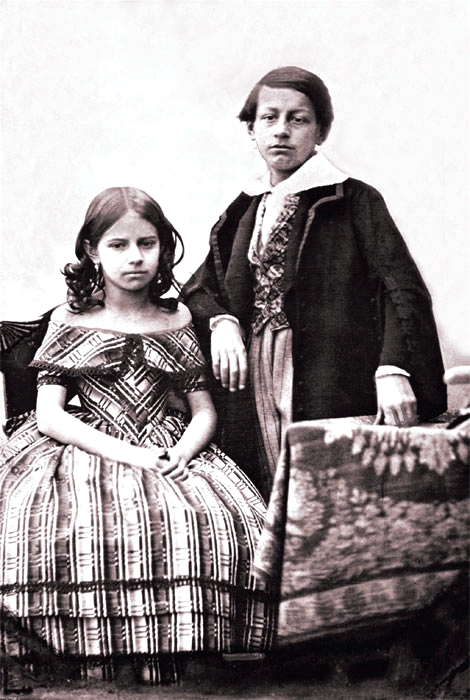
Děti Volkonských, 1845
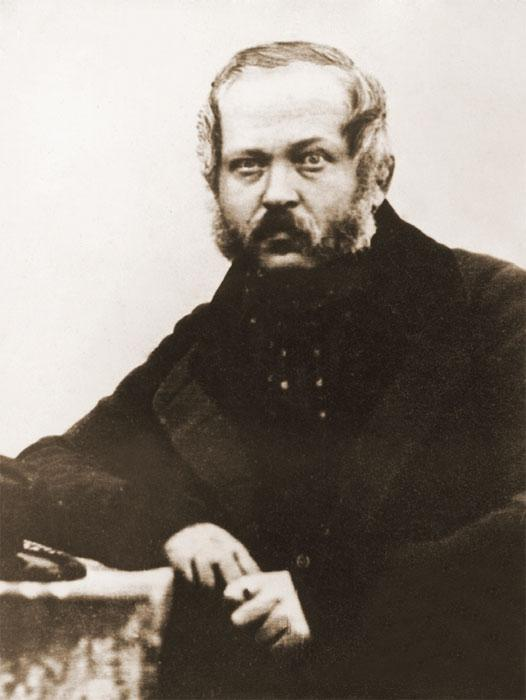
Panov Nikolaj
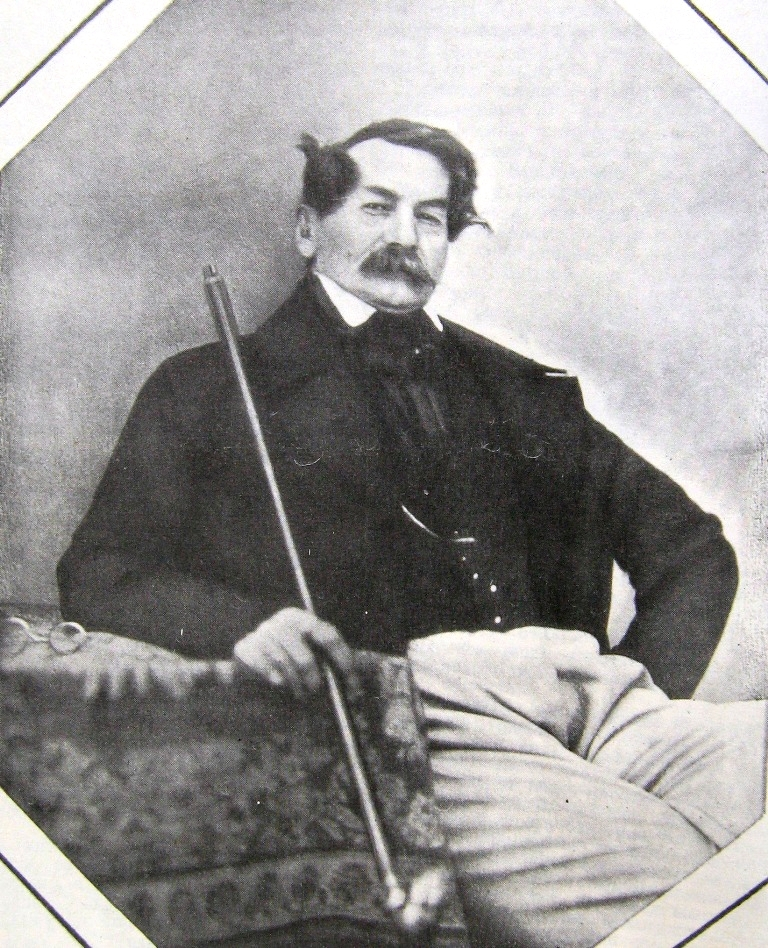
Alexandr Viktorovič Poggio
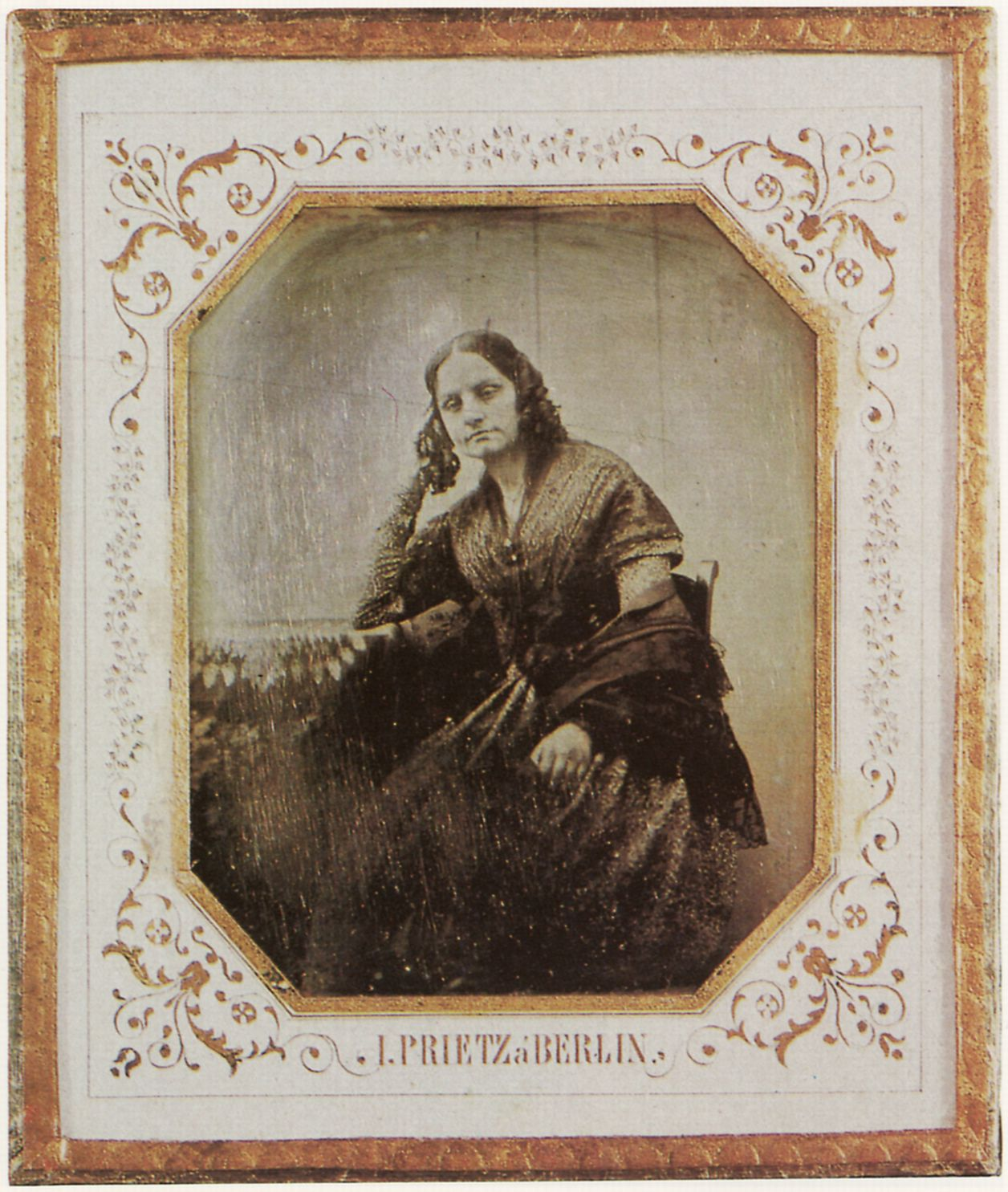
Velkovévodkyně Marija Nikolajevna Volkonskaja, která následovala svého manžela do exilu na Sibiř, Irkutsk